# Apoheterolocha hetera
Apoheterolocha hetera là một loài bướm đêm trong họ Geometridae.